# Pe chei

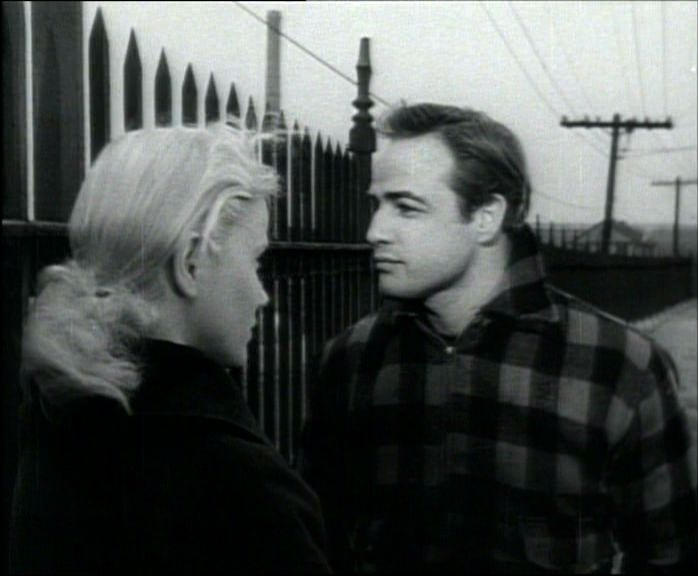
Eva Marie Saint și Marlon Brando într-o scenă din film

Pe chei (denumire originală On the Waterfront) este un film american creat în genul dramă despre violența din lumea crimei organizate și corupția docherilor. Filmul este regizat de Elia Kazan după un scenariu de Budd Schulberg. În rolurile principale  interpretează Marlon Brando, Rod Steiger, Eva Marie Saint, Lee J. Cobb și Karl Malden. Coloana sonoră este realizată de Leonard Bernstein. Filmul se bazează pe o serie de articole scrise de Malcolm Johnson în New York Sun.

## Distribuția
- Marlon Brando – Terry Malloy
- Rod Steiger – Charley Malloy
- Eva Marie Saint – Edie Doyle
- Lee J. Cobb – Johnny Friendly
- Karl Malden – Părintele Barry
- Pat Henning – Kayo Dugan
- Ben Wagner – Joey Doyle
- Fred Gwynne – Slim (nemenționat)
- Martin Balsam – Gillette (nemenționat)
- Pat Hingle – 'barmanul' (nemenționat)

## Recenzii, critica, premii

### Altele
Listele American Film Institute
- AFI's 100 Years... 100 Movies – #8
- AFI's 100 Years... 100 Heroes and Villains:
  - Terry Malloy – #23 Hero
  - Johnny Friendly – Nominated Villain
- AFI's 100 Years... 100 Movie Quotes:
  - "You don't understand! I coulda had class. I coulda been a contender. I coulda been somebody instead of a bum, which is what I am." – #3
- AFI's 100 Years of Film Scores – #22
- AFI's 100 Years... 100 Cheers – #36
- AFI's 100 Years... 100 Movies (10th Anniversary Edition) – #19
- AFI's 10 Top 10 – Nominated Gangster film